# Nocturna palabra
Es una publicación de Elías Nandino de 1960. Sin embargo, en 1976 fue editada bajo la Universidad Nacional Autónoma de México (UNAM)bajo la Dirección General de Publicaciones. Pertenece a la Colección Poemas y Ensayos. Compila sus trabajos como Nocturna suma, Nocturnos y Nocturna Palabra. Toca temas como la muerte, la vida, la naturaleza, la soledad. Se tiraron 2,000 ejemplares.

## Nocturna suma (7-34)
- Nocturna suma
- Poema a mi Dios
- Silencio en poema
- Atmósfera de ausencia
- Poema de mi fe
- Poema en el espacio
- Poema en la sombras
- Poema íntimo
- Círculo eterno
- Poema de mi palabra
- Poema de la duda
- Poema en el misterio
- Poema desde mi muerte
- Nostalgia de tierra

## Nocturnos (35-66)
- Cuando al amparo
- Cerrar los ojos

- Cuando el hombre

- Si la muerte quisiera
- Si hubieras sido tú
- Estar en la vigilia
- Como que ya fui antes
- Como llama en desvelo
- Cada noche
- En cada mañana
- Apetece a mi cuerpo
- Cuando enterrado vivo

## Nocturna palabra (67-115)

### I  (67-98)
- Nocturna palabra
- Nocturna evasión
- Nocturno difunto
- Nocturno llanto
- Nocturno descenso
- Nocturno cuerpo
- Nocturno amor
- Nocturna astronomía
- Nocturno en llamas

#### II (99-109)
- Nocturno ciego

#### III (110-115)
- Nocturno poema
- Nocturno día

- Datos: Q28502613